# Kotarani
Kotarani – wieś w Chorwacji, w żupanii sisacko-moslawińskiej, w gminie Dvor. W 2011 roku liczyła 3 mieszkańców.